# Pseudonereis palpata
Pseudonereis palpata är en ringmaskart som först beskrevs av Treadwell 1923.  Pseudonereis palpata ingår i släktet Pseudonereis och familjen Nereididae. Inga underarter finns listade i Catalogue of Life.